# Kommunistische Partei (Türkei)

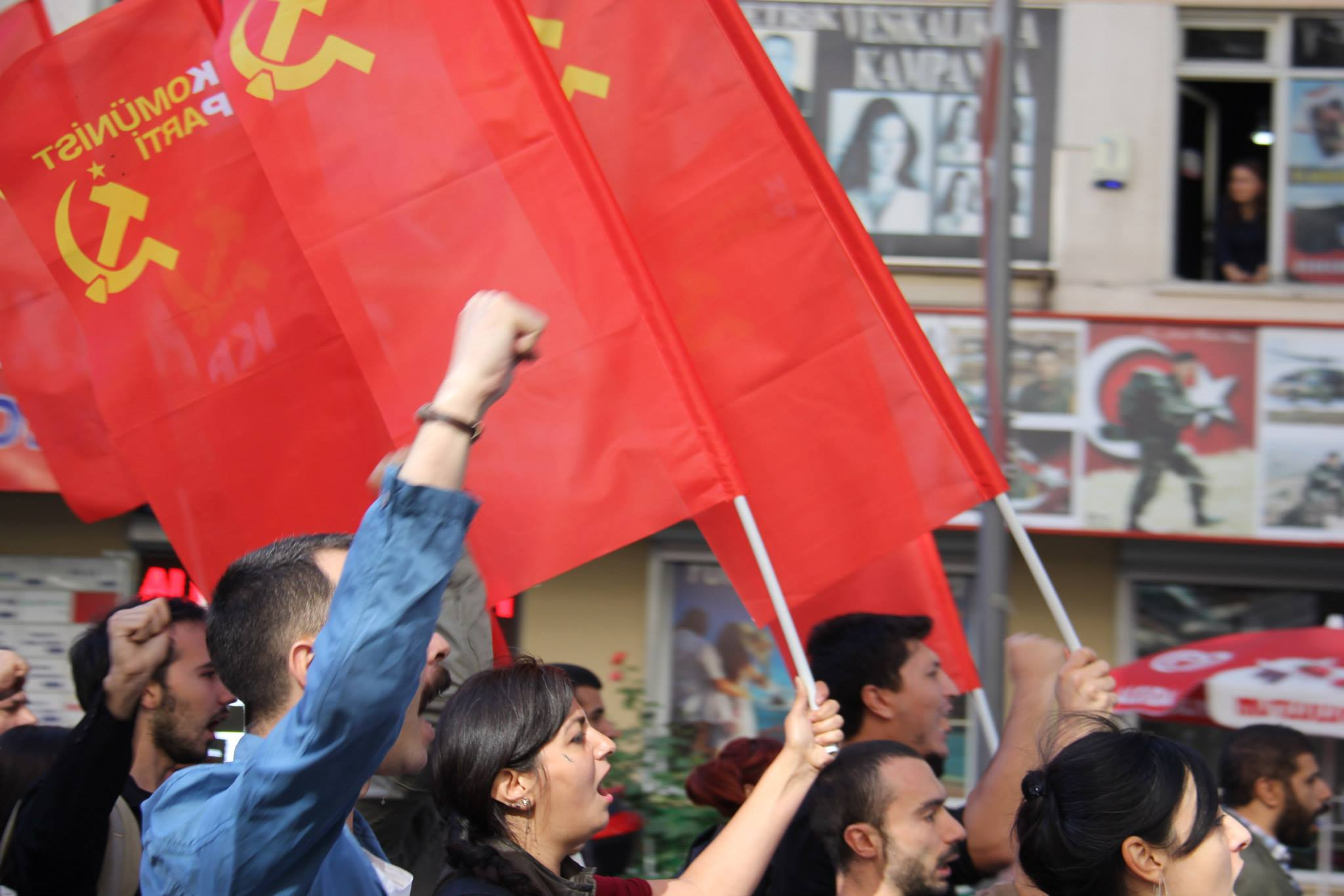
Demonstranten der Kommunistischen Partei bei einer Solidaritätsveranstaltung für Gewerkschafter aus Van

Die Kommunistische Partei (türkisch Komünist Parti, Kürzel KP) war eine marxistisch-leninistische Partei in der Türkei. Die Partei übernahm von ihrer Vorgängerin die Mitgliedschaft in der Europapartei Initiative kommunistischer und Arbeiterparteien Europas sowie beim Internationalen Treffen Kommunistischer und Arbeiterparteien. Geleitet wurde die Partei von Kemal Okuyan und Aydemir Güler. Ihre Parteizeitung war die Zeitung soL.
Die Kommunistische Partei entstand am 17. Juli 2014 nach der einvernehmlichen Spaltung der Kommunistischen Partei der Türkei (TKP) vom 13. bis zum 15. Juli 2014. Die zweite Abspaltung neben der Kommunistischen Partei war die Kommunistische Volkspartei (HTKP).
Am 22. Januar 2017 reaktivierte die Mitglieder der Partei bei einem Treffen in Istanbul ihre Vorgängerorganisation von 2001, indem sie den Namen Kommunistische Partei der Türkei (mit dem Zusatz „der Türkei“) annahmen. Anwesend waren auch Vertreter der Kommunistischen Partei Griechenlands und der kubanischen Regierung.